# 나탈리 마스
나탈리 마스(Natalie Mars, 1984년 2월 3일 ~ )는 미국의 트랜스젠더 포르노 배우이다. 2020년 AVN상 트랜스섹슈얼 퍼포머 수상자이다.